# 書札礼
書札礼（しょさつれい）とは、書簡を出すときに守るべき礼法。

## 概要
歴史学・古文書学用語では主に古代、中世、近世で書簡を出すときの差出者と宛所の書き方などの書式や文面、字配り、文字の崩し方（くずし字）、料紙の種類や折り方、封書の方法など文書全般に関わる礼法のことである。差出人と宛所の身分差により様々な書き方があり、社会的地位の上下関係や政治・社会的秩序が反映される絶好の史料である。
例えば、身分が下位の者が身分が上位の者に書簡を出すときは、その人に直接出すのではなく、その人の側近や重臣を宛所として間接的に伝えて頂くという「進上書｣形式をとる。例えば、某国守護石原氏宛としてその側近に浜渦という者があれば、石原氏宛の書簡も浜渦氏宛の形式を取り「進上　浜渦殿」となる。
また、身分がほぼ同格の者同士には相手が住む地名、屋敷名を宛所にした「謹上書」形式を取る。先ほどの例で、石原氏の屋敷が新宿というところにあれば「謹上　新宿殿」となる。
格下の者には相手の官位や諱を宛所とした「打付書｣形式で出す。先ほどの例での宛所だと「石原殿」となる。
これらはあくまでも基本形で、謹上書や打付書は差出人の名乗りや自署か他署か、宛所が官位か諱か通称か、楷書か草書かなどの微妙な違いで差異を付け、身分秩序を表現した。
文献史学・古文書学においては文書における書札礼に着目し、人間関係や社会的秩序を解明する手法が用いられる。

## 歴史
平安時代から鎌倉時代前期にかけては書札礼にさほど細かい決まりは無く、各自の常識に委ねられていた。
弘安8年(1285年)、亀山上皇は院中の礼式として一条内経、花山院家定、二条資季らに命じて『弘安礼節』と呼ばれる礼式集を編纂させる。これは書札礼、院中礼、路頭礼などからなり、 以降の礼式の基本となった。特に「弘安書札礼」と呼ばれる書札礼は朝廷内の書札礼として採用され、室町時代になると幕府の書札礼ともなり、公武共に書札礼の基本として明治維新まで尊重された。